# Canal Vie
Pour les articles homonymes, voir Vie (homonymie).
Canal Vie est une chaîne de télévision québécoise spécialisée de catégorie A lancée le 8 septembre 1997 et appartenant à Bell Media. Elle diffuse des programmes de la vie de tous les jours et principalement destinés aux femmes. Ceux-ci incluent les thèmes de la santé, de la beauté, de la vie familiale, de la décoration intérieure, de la cuisine et bien d'autres. La chaîne présente également des magazines de variétés ainsi que des documentaires.

## Histoire
Le 4 septembre 1996, le CRTC approuve la demande de Radiomutuel pour le service Le Canal Vie qui « offrira des émissions d'information et de divertissement axées sur trois thèmes bien précis : les habitudes de vie (les relations humaines, sociales et inter-personnelles), la santé (physique et mentale) et les activités de plein air, qu'elles soient individuelles ou familiales ».
La chaîne a été lancée le 8 septembre 1997 sous le nom de Canal Vie. Ses studios étaient situés au 1717 Boulevard René-Lévesque (Montréal), où se trouvent les studios de CKMF-FM (Radio Énergie).
En juin 1999, Astral Media a annoncé son intention de faire l'acquisition de Radiomutuel, qui a été approuvée par le CRTC le 12 janvier 2000. Le studio est alors déménagé au 2100 rue Sainte-Catherine Ouest, où se trouvent les autres chaînes d'Astral.
Le 16 mars 2012, Bell Canada (BCE) annonce son intention de faire l'acquisition d'Astral Média, incluant Canal Vie, pour 3,38 milliards de dollars. La transaction a été refusée par le CRTC. Bell Canada a alors déposé une nouvelle demande le 4 mars 2013, qui a été approuvée le 27 juin 2013.

## Canal Vie HD
Le 30 octobre 2006, la chaîne Canal Vie ainsi que six autres chaînes du groupe Astral Media, Canal D, Historia, Séries+, Ztélé, VRAK.TV et Super Écran, ont lancé leur programmation en haute définition. À ce moment-là, selon Astral, plus de 30 % de la programmation est disponible en HD.

## Identité visuelle

Logo de 1997 à 2005
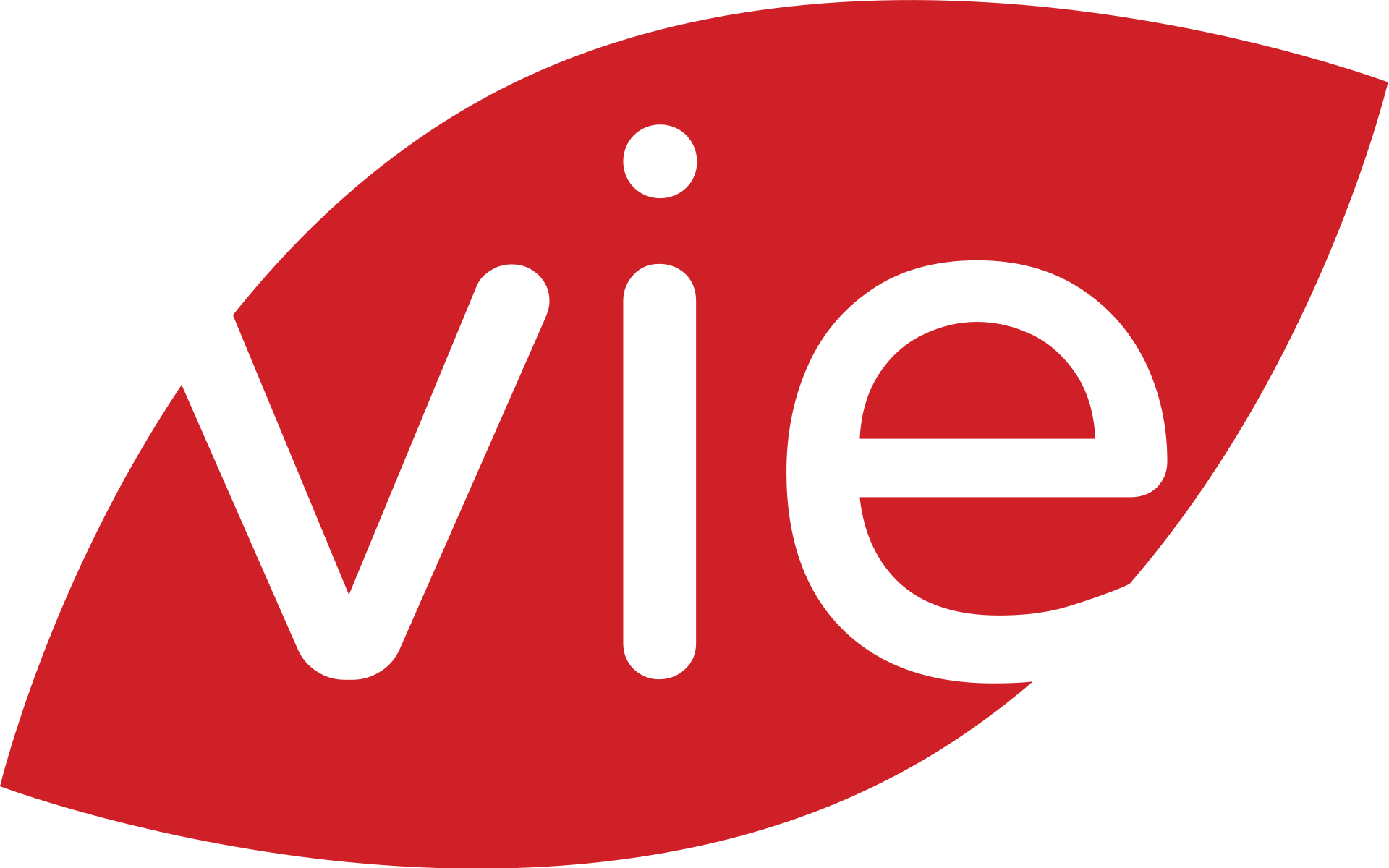
Logo depuis 2016

## Programmation

### Émissions phares
- Académie Airoldi
- Chick Shack
- Bye-Bye Maison!
- Couples en survie
- Cuisinez comme Louis
- Décore ta vie
- Des idées de grandeur (depuis le 27 août 2007)
- Des idées de grandeurs dans ma cour
- Design V.I.P
- En famille (2017)[5]
- La famille est dans le pré
- La Famille Groulx
- Maigrir pour gagner: le défi du Québec
- Manon, ma cuisine... et moi!
- Maudites hormones!
- Mères à boutte
- On joue au docteur (depuis le 7 janvier 2019)
- Oui, je le veux !
- Quand les enfants s'en mêlent
- Sauvez les meubles!
- Secrets de style (2011–2012)
- Solutions gourmande à moins de 5 $
- Sortie gaie (1998–2003)
- Tous pour un chalet!
- Un été avec Joël
- Vendre ou rénover au Québec

### Acquisitions
- À l'ordre avec Amanda (The Amanda's) (États-Unis)
- À louer (For Rent) (Canada)
- Acros aux coupons rabais (Addicted to Coupons) (Canada)
- César, l'homme qui parle aux chiens (Dog Whisperer) (États-Unis)
- Deborah, Super Nanny (America's Supernanny) (États-Unis)
- Défi sucré (Ultimate Cake Off) (États-Unis)
- Docteur, suis-je normal?
- Les Plus Belles Maisons vertes (Great Australian Homes) (Canada)
- Maigrir ou mourir (Extreme Weight Loss) (Canada)
- Mamans, gérantes d'estrades (Dance Moms) (États-Unis)
- Mariages sucrés
- Méduim à New York (Long Island medium) (États-Unis)
- Mon Premier flip (Flip this House) (États-Unis)
- On a échangé nos mères (Wife Swap) (États-Unis)
- Quatre mariages pour une lune de miel (Four Weddings) (États-Unis)

### Fictions
- L'Hôpital Chicago Hope (Chicago Hope) dès le 18 janvier 1998
- Everwood dès le 6 janvier 2005
- Mari et Femmes (Big Love) dès le 4 janvier 2016
- The Affair dès le 26 août 2017
- Mosaic dès le 10 janvier 2019